# Ладваярви
Ладваярви — пресноводное озеро на территории Амбарнского сельского поселения Лоухского района и Юшкозерского сельского поселения Калевальского района Республики Карелии.

## Общие сведения
Площадь озера — 3 км², площадь водосборного бассейна — 175 км². Располагается на высоте 134,9 метров над уровнем моря.
Форма озера лопастная, продолговатая: оно почти на три километра вытянуто с северо-запада на юго-восток. Берега изрезанные, каменисто-песчаные, преимущественно возвышенные, местами заболоченные.
Через озеро течёт река Кизрека, впадающая в Топозеро.
В озере расположены два небольших острова без названия.
Населённые пункты и автодороги вблизи водоёма отсутствуют.
Код объекта в государственном водном реестре — 02020000411102000000308.